# 马萨泰
马萨泰（義大利語：Masate），是意大利米兰省的一个市镇。总面积4平方公里，人口3279人，人口密度819.8人/平方公里（2009年）。国家统计（ISTAT）代码为015136。